# ジェームズ・バトラー (第2代オーモンド公)

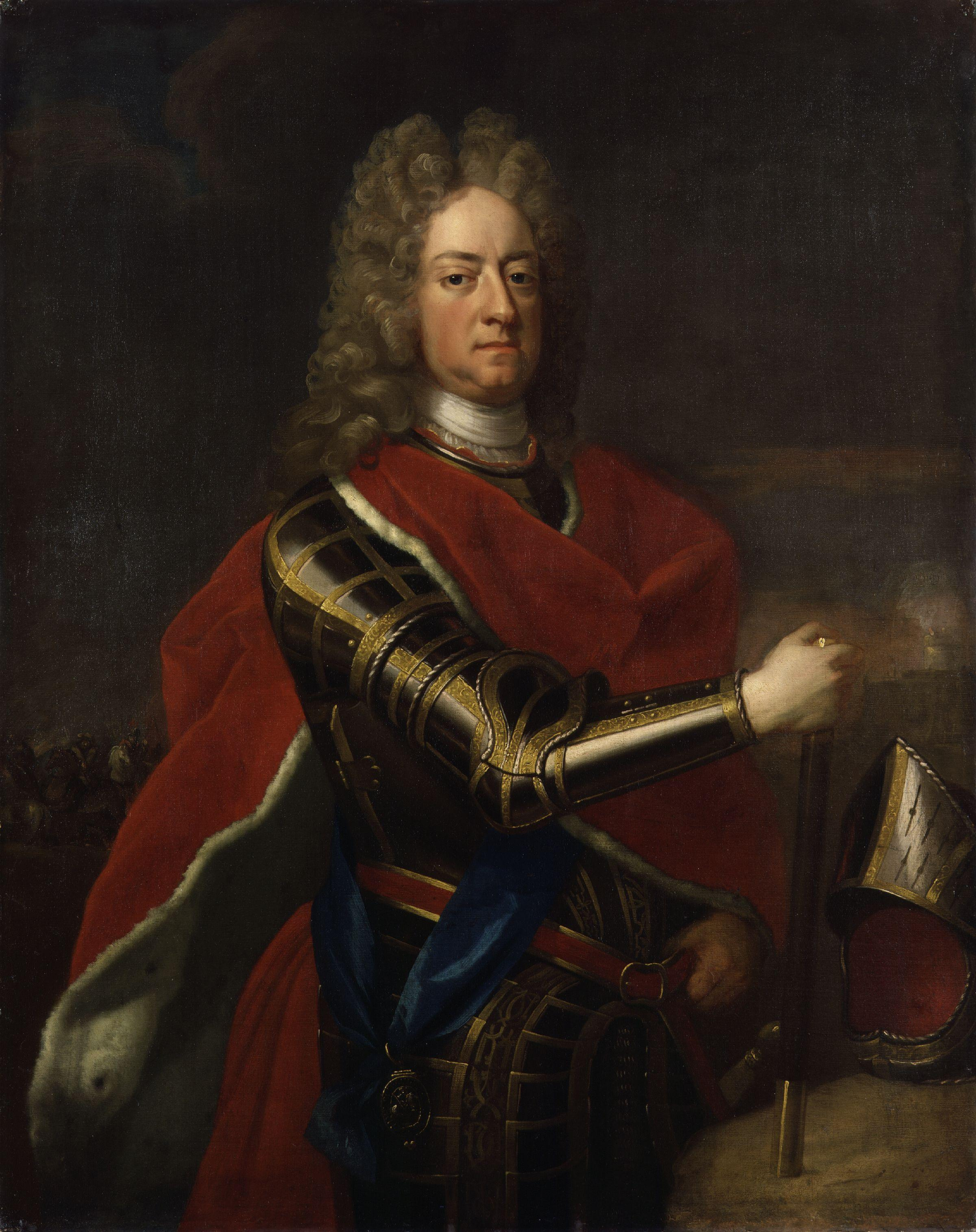
第2代オーモンド公ジェームズ・バトラー

第2代オーモンド公ジェームズ・バトラー（英語: James Butler, 2nd Duke of Ormonde, 1665年4月29日 - 1745年11月16日）は、イギリスのアングロ＝アイリッシュ系貴族、軍人。

## 生涯
1665年、初代オーモンド公ジェームズ・バトラーの長男のオソリー伯トマス・バトラーとエミリア・ファン・ナッサウの長男として生まれた。母方の祖父はオラニエ公マウリッツの庶子ローデウェイクで、庶出ながらオラニエ家と血縁関係があった。1680年に父が急死したためオソリー伯位を継承、オーモンド公位の後継者に選ばれた。
1683年に騎兵隊長に就任、1685年にイングランド王ジェームズ2世の即位直後に起こったモンマス公ジェームズ・スコットの反乱鎮圧に貢献した。1688年に父方の祖父が亡くなりオーモンド公位を継承、同年から1716年までダブリン大学学長を務めた。同1688年に名誉革命が勃発するとジェームズ2世を裏切ってウィリアム3世に寝返り、恩賞として翌1689年に大司馬、近衛騎兵隊長に任命された。1690年にボイン川の戦いでジェームズ2世を迎撃した後は大陸に渡り大同盟戦争に従軍、1693年のネールウィンデンの戦いで捕らえられたが、ジェームズ2世の庶子ベリック公との捕虜交換で解放されている。
アン女王の治世になるとスペイン継承戦争にも参戦、ジョージ・ルーク指揮下の海軍に所属しカディスの戦い、ビーゴ湾の海戦で手柄を挙げ、1703年から1707年までアイルランド総督を務めた。1710年、イギリスの総選挙でトーリー党がホイッグ党に勝利すると1713年までアイルランド総督に再任、翌1711年、大陸のイギリス軍総司令官マールバラ公ジョン・チャーチルが失脚するとトーリー党指導者のロバート・ハーレーとヘンリー・シンジョンの後押しで後任の司令官に就任、北フランス戦線でプリンツ・オイゲンと共にフランス軍と相対した。
しかし、マールバラ公の失脚はトーリーとホイッグの政争が絡んだ事情からであり、政権を取った和平派のハーレーらトーリーはオーモンドに積極的な戦闘を控えるように指示、オーモンドもフランスの将軍ヴィラールと内通したり軍を動かさず終始不戦の態度を取り、1712年にイギリスとフランスの単独講和が成立すると大陸からイギリス軍を引き上げさせ帰国した。イギリス軍のいなくなった同盟軍はフランス軍に敗北（ドゥナの戦い）、スペイン継承戦争の終結に繋がった。
トーリーは王位継承問題で内部分裂を起こしたが、アン女王の死去によって1714年に即位した又従兄のジョージ1世と結びついたホイッグが政権を組織し、ハーレーやシンジョンらトーリー政権の主要人物は弾劾・罷免された。オーモンドもホイッグに弾劾され、1715年にフランスへ亡命した。オーモンドは全ての官職と公位及び財産を没収され、ジャコバイトと結んで反乱を起こしたが失敗。その後1719年に四国同盟戦争に従軍したりジャコバイトの再度の反乱に加わったりしたが、イギリス上陸に失敗し友軍のスペイン軍もイギリス軍に敗北（グレン・シールの戦い）、イギリスへ戻れないまま1745年にアヴィニョンで80歳で死去。1682年にロチェスター伯ローレンス・ハイドの娘アンと結婚、1685年にボーフォート公ヘンリー・サマセットの娘メアリーと再婚したが、どちらの結婚でも生存している男子が無かったため、イギリスに残った弟のチャールズがアイルランド貴族としてのオーモンド公位を継承した。

## 子女
1682年にアン・ハイドと結婚したが1685年に死別、生まれた娘メアリーも1688年に夭折した。
1685年にメアリー・サマセットと再婚、1男2女を儲けた。
- トマス（? - 1689年）
- エリザベス（1689年 - 1750年）
- メアリー（1690年 - 1713年） - アシュバーナム伯爵ジョン・アシュバーナムと結婚